# 1パーセントフォーアート
1パーセントフォーアートとは、公共建築の建設費の1パーセントを、その建築物に関連・付随する芸術・アートのために支出しようという考えのこと。欧米では戦後早い時期に、公共建築の建設費の１％をその建物に関連する芸術に割り当てる法律が成立した。この建設費を環境芸術に割り当てる歩合国や自治体によって様々である。

## フランス
フランスでは、1％芸術法（1 pourcent artistique＝アンプールサン アーティスティック）と呼ばれている。現代美術を大衆層に近づけることを目的に1935年に法案が準備されたが、同法案が正式に文部省より発令されたのは1951年になってからの事である。大学を含む学校建築物のモニュメンタルな装飾事業を義務付けた法令の基礎がここに定められた。

この法令は、1）芸術家の制作を援助し、2）年少のときから現代美術に触れさせ、3）芸術作品を建築物の環境に織り込む事を目的と規定している。特に、3つ目の環境整備という点を重要視している。ここから、建築家が計画の諸段階から芸術家と共同作業する全権と責任を負うという現状況が生まれた。
アンドレ・マルロー文化大臣の時代（1959－69）になり、文化の中央集中排除（拡散）が協力に打ち出され、1％芸術法国家委員会に代わり各地域の美術顧問が行政参画するようになった。計画は、地域美術顧問か装飾計画審議国家委員会（芸術家、ペイザジスト、美術評論家、行政代表、ユーザーで構成）かのいずれかにより検討され、制作担当の芸術家選考も含めたその最終決定が県知事によって下された。この運動は全市民の享受を目指した、"新都市”そのものをレイアウトするところまで発展した。

### フランスにおける1％フォー・アートの例
フランスでは、日本人彫刻家水井康雄が、1967年グルノーブル冬季オリンピック村にて、80メートルを越す石壁レリーフ“ミクロコズム マクロコズム”、1968年にボルドー大学法学部に彫刻“泉の化石”、1970年にビルフランシュ工業高校にて、18メートルもの石壁レリーフ“コスモス”、1977年ナンシー大学理学部にて“オッシロカスケード”、都市計画での環境彫刻としては、77・78年ヴィルヌーヴ＝ダスクに2点、と合計26の巨大モニュメントを制作。